# Mutnedjmet (Vương triều thứ 21)
Đừng nhầm lẫn với Mutnedjmet, vương hậu của Pharaon Horemheb thuộc Vương triều thứ 18.
Mutnedjmet (hay Mutnodjmet) là một công nương, đồng thời là một vương hậu sống vào thời kỳ Vương triều thứ 21 trong lịch sử Ai Cập cổ đại.

## Thân thế
Mutnedjmet là con gái của Đại tư tế của Amun Pinedjem I, người cai trị trên thực tế của Thượng Ai Cập; mẹ của bà có thể là công chúa Duathathor-Henuttawy (con gái của Pharaon Ramesses XI). Mutnedjmet kết hôn với một người anh em trai của bà, là Psusennes I, Pharaon thứ ba của Vương triều thứ 21 (chỉ cai trị Hạ Ai Cập). Ngoài Psusennes I trở thành Pharaon, 3 người anh em trai còn lại của Mutnedjmet là Masaharta, Djedkhonsuefankh và Menkheperre lần lượt kế vị Pinedjem I làm lãnh chúa cai trị cả Thượng Ai Cập.
Mutnedjmet được nghĩ là mẹ của Pharaon Amenemope, nhưng vì thiếu bằng chứng phả hệ nên điều này chỉ được suy đoán mơ hồ dựa vào việc Amenemope đã kế vị ngai vàng từ Psusennes I. Tuy nhiên, một người đã được chứng thực là con chung của Mutnedjmet và Psusennes I là thái tử Ramesses-Ankhefenmut (C), dựa vào việc Psusennes I đã cho xây thêm thêm 3 phòng mộ trong ngôi mộ NRT III của ông tại Tanis (phòng thứ 2 dành cho Mutnedjmet, phòng thứ 3 dành cho Ankhefenmut và phòng thứ 4 dành cho tướng Wendjebauendjed).
Các danh hiệu mà Mutnedjmet nhận được là: Con gái của Lãnh chúa; Chị em gái của Pharaon, Người vợ cả của Pharaon; Nữ chúa của Hai vùng đất; Đệ nhị Tiên tri của Amun tại Tanis...

## An táng
Như đã nói trên, nơi dự định chôn cất của vương hậu Mutnedjmet là căn phòng thứ hai trong ngôi mộ NRT III (tại Tanis) của chồng bà, vua Psusennes I. Nhưng phòng chôn cất của bà sau đó đã dành để chôn cất Pharaon Amenemope, nhưng tên và một số danh hiệu của Mutnedjmet vẫn còn trên chiếc quách đá vốn dành cho bà và trên tường phòng.
Hiện vẫn chưa rõ nơi an táng của Mutnedjmet, nhiều suy đoán cho rằng, bà đã từng được an táng tại ngôi mộ NRT IV, vốn là nơi an nghỉ dự tính của Amenemope.
Khoảng thập niên 1980, 2 tượng ushabti: một bằng đồng, một bằng đá bùn và một bình canopic của Mutnedjmet đã xuất hiện trên thị trường cổ vật. Điều này cho thấy, nơi an nghỉ của bà (hoặc ít nhất là nơi cất giữ những vật dụng tùy táng) có lẽ đã được tìm thấy. Những hiện vật kể trên hiện đang được lưu giữ tại Bảo tàng Ai Cập ở Cairo.